# Clark megye (Idaho)
Clark megye az Amerikai Egyesült Államokban, azon belül Idaho államban található. Megyeszékhelye és legnagyobb városa Dubois. Lakosainak száma 790 fő (2020. április 1.). Clark megye Beaverhead, Butte, Jefferson, Lemhi és Fremont megyékkel határos.

## Népesség
A megye népességének változása:
| Lakosok száma | 980  | 953  | 874  | 867  | 880  | 790  |
|               | 2010 | 2011 | 2012 | 2013 | 2015 | 2020 |